# یانیس سالیبور
یانیس سالیبور (انگلیسی: Yannis Salibur؛ زادهٔ ۲۴ ژانویهٔ ۱۹۹۱) بازیکن فوتبال اهل فرانسه است که در پست هافبک بازی می‌کند.
از باشگاه‌هایی که در آن بازی کرده‌است می‌توان به باشگاه فوتبال گنگام، باشگاه فوتبال کلرمون فوت، باشگاه فوتبال لیل، و باشگاه فوتبال ستاره سرخ اشاره کرد.
وی همچنین در تیم‌های ملی فوتبال زیر ۱۷ سال فرانسه، زیر ۱۸ سال فرانسه، و زیر ۱۹ سال فرانسه بازی کرده‌است.